# Amiral général (grade)
Pour les articles homonymes, voir Amiral général.

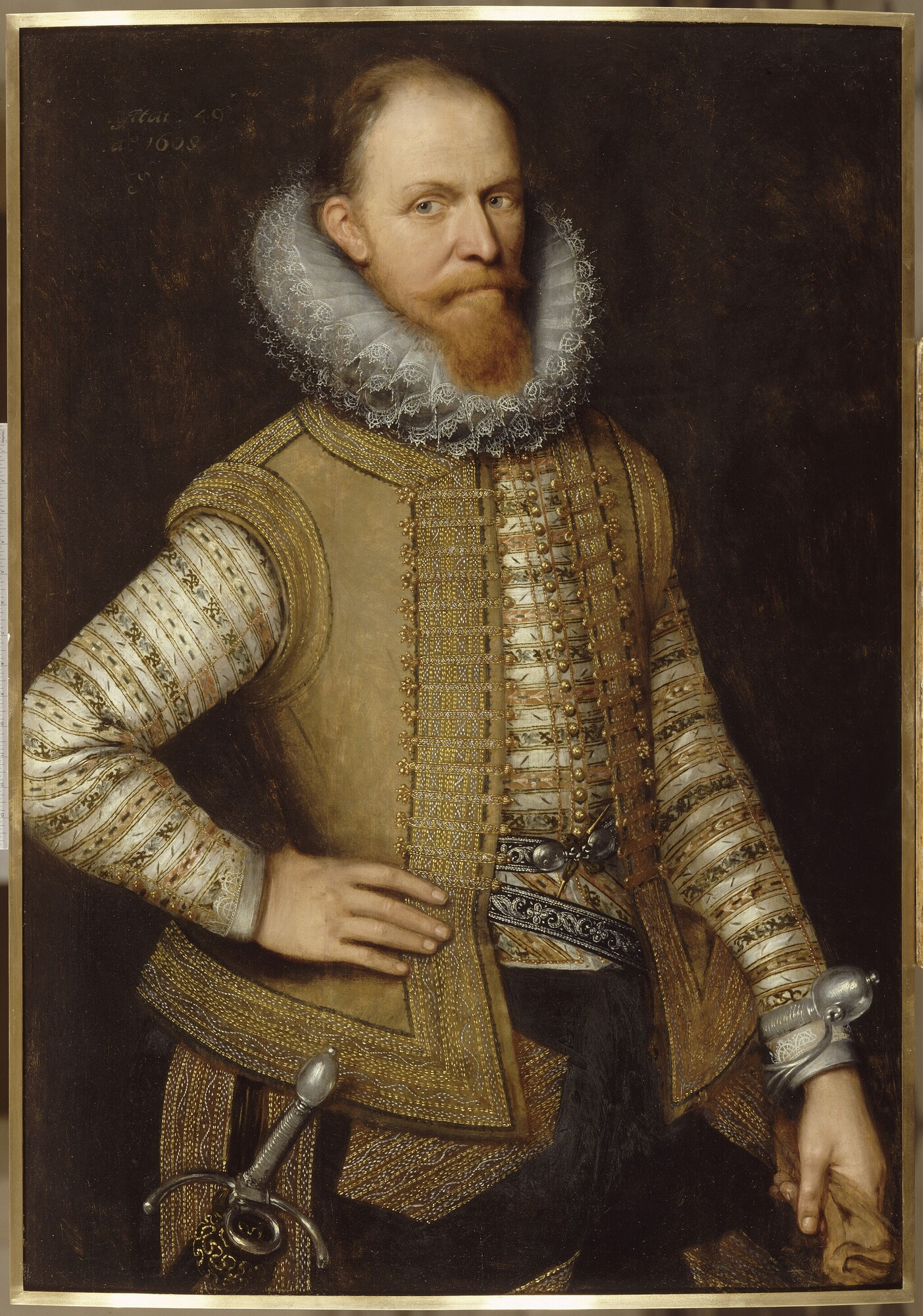
Maurice de Nassau (1567-1625), prince d'Orange des Provinces-Unies, fut le premier à porter le grade d’admiraal-generaal (dénomination néerlandaise de l’appellation « amiral général ») dans l'histoire.

Le grade d’amiral général était un grade des marines danoise, hollandaise, allemande, russe, portugaise, espagnole et suédoise. Il tire son origine d'un titre porté par de hauts commandants militaires de marine du début de l’époque moderne en Europe.
Maurice de Nassau fut le premier à prendre ce grade en tant que commandant en chef de la marine des Provinces-Unies lors de ses guerres contre le royaume d'Espagne.

## République des Provinces-Unies
Ce grade d’admiraal-generaal fut utilisé pour la première fois dans la marine néerlandaise de la république des Provinces-Unies par le prince Maurice de Nassau en 1588. Ce titre sous-entend que la personnalité le portant exerce le commandement des forces terrestres et navales du pays, il fut utilisé sous ce sens jusqu'en 1650.
Il exista aussi le titre de luitenant-admiraal-generaal utilisés par seulement deux commandants en chef de la flotte néerlandaise : 
- Michiel de Ruyter (à partir de 1673) ;
- Cornelis Tromp (à partir de 1679), ce dernier fut aussi « amiral général » au sein de la marine danoise.

## Royaume du Danemark
Le rang d’« amiral général » de la Marine royale danoise est inférieur à celui d’amiral. L’amiral Cornelis Tromp porta ce grade à partir de 1676 (fut aussi dans la luitenant admiraal generaal de la flotte néerlandaise).

## Royaume du Portugal
Almirante-general fut aussi utilisés dans la marine portugaise entre 1892 et 1910. Ce grade fut uniquement utilisé par le roi du Portugal en tant que commandant en chef de la marine. Il était l'équivalent de  marechal-general, lui aussi porté par le roi, qui était aussi titré de commandant en chef des forces armées portugaises.

## Allemagne
Generaladmiral était utilisé par la Kriegsmarine, la marine de guerre du Troisième Reich (entre 1935 et 1945). Il était le deuxième grade le plus élevé, se plaçant juste après celui de Großadmiral.

## Royaume d'Espagne
Le grade d’almirante general est le deuxième plus haut dans la hiérarchie de l'Armada espagnole, il est supérieur à celui d'almirante mais inférieur à celui de capitán general actuellement porté par le roi d'Espagne Felipe VI.
Selon la Loi 17/1999, il est défini comme un grade militaire à caractère temporaire assigné à un almirante qui exerce le commandement en chef de l’Armada Española. Il existe deux rang homologues à celui-ci : General de Ejército de l'armée de terre et General del Aire pour l'armée de l'air.
Le rang d’almirante general est relativement récent au sein de la hiérarchie militaire espagnole, il a été décidé de le mettre en place afin de rendre la chaîne de commandement espagnole similaire à celle des autres pays de l'Otan qui disposent de cinq grades d’officiers d'amiraux (Codes OTAN des grades du personnel militaire : pour ce grade il s'agit de l'échelon OF-9).

### Personnages ayant porté ce grade
- Fernando García Sánchez (né en 1953), chef d’état-major de la défense espagnole, en poste depuis décembre 2011 à mars 2017.
- Teodoro Esteban López Calderón (es) (né en 1954), actuel chef d’état-major de l’Armada Española, en poste depuis mars 2017.
- Jaime Muñoz-Delgado (es) (né en  1952), ancien chef d’état-major de l’Armada Española de juillet 2012 à mars 2017.
- Manuel Rebollo (es) (né en 1945), ancien chef d’état-major de l’Armada Española de juillet 2008 à juillet 2012.
- Sebastián Zaragoza (es) (né en 1945), ancien chef d’état-major de l’Armada Española de janvier 2004 à juillet 2008.

### Insignes
|  | Les pattes d'épaules sont couleur or, sur celles-ci figurent une canne de commandement et un sabre se croisant (un symbole traditionnel de général en Espagne) placés dessous quatre étoiles à quatre pointes chacune, par-dessus cet ensemble est apposée une couronne royale. |  | Sur les manches figure une corde filée (indiquant le statut d'amiral) sous trois galons dorés (qui indiquent le rang dans ce statut) surmontés d'une étoile. |